# Catedral de Cristo Salvador de Moscú
La catedral de Cristo Salvador (Redentor) de Moscú, cuya denominación oficial es Templo Catedralicio del Cristo Salvador (Redentor) del Patriarca de Moscú (en ruso: Кафедральный Соборный Храм Христа Спасителя Патриарха Московского), es un templo de la Iglesia ortodoxa rusa situado en la ciudad de Moscú, construido en el siglo XIX según el proyecto del arquitecto Konstantín Thon. Se trata, además, de la iglesia ortodoxa más alta de Rusia y una de las más altas del mundo.
La catedral se encuentra en el centro de Moscú, cerca del Kremlin y sobre la orilla del río Moscova. Su construcción demoró casi 44 años y en 1883 se abrió al culto. En 1931 el templo fue destruido hasta los cimientos con explosivos, para dar lugar a la construcción del Palacio de los Sóviets. La iglesia fue reconstruida en la década de 1990 y volvió a ser consagrada en el año 2000.

## Historia

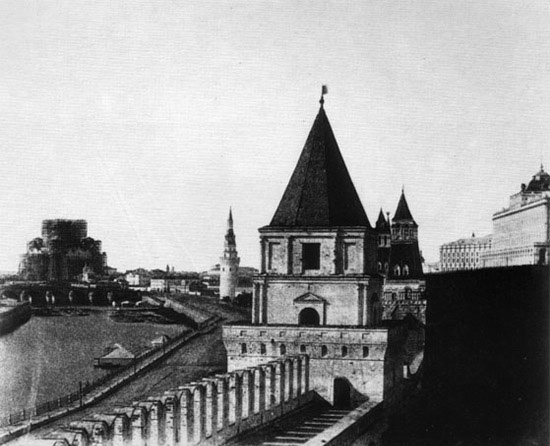
El edificio en construcción en el año 1852 (como se ve desde el Kremlin).

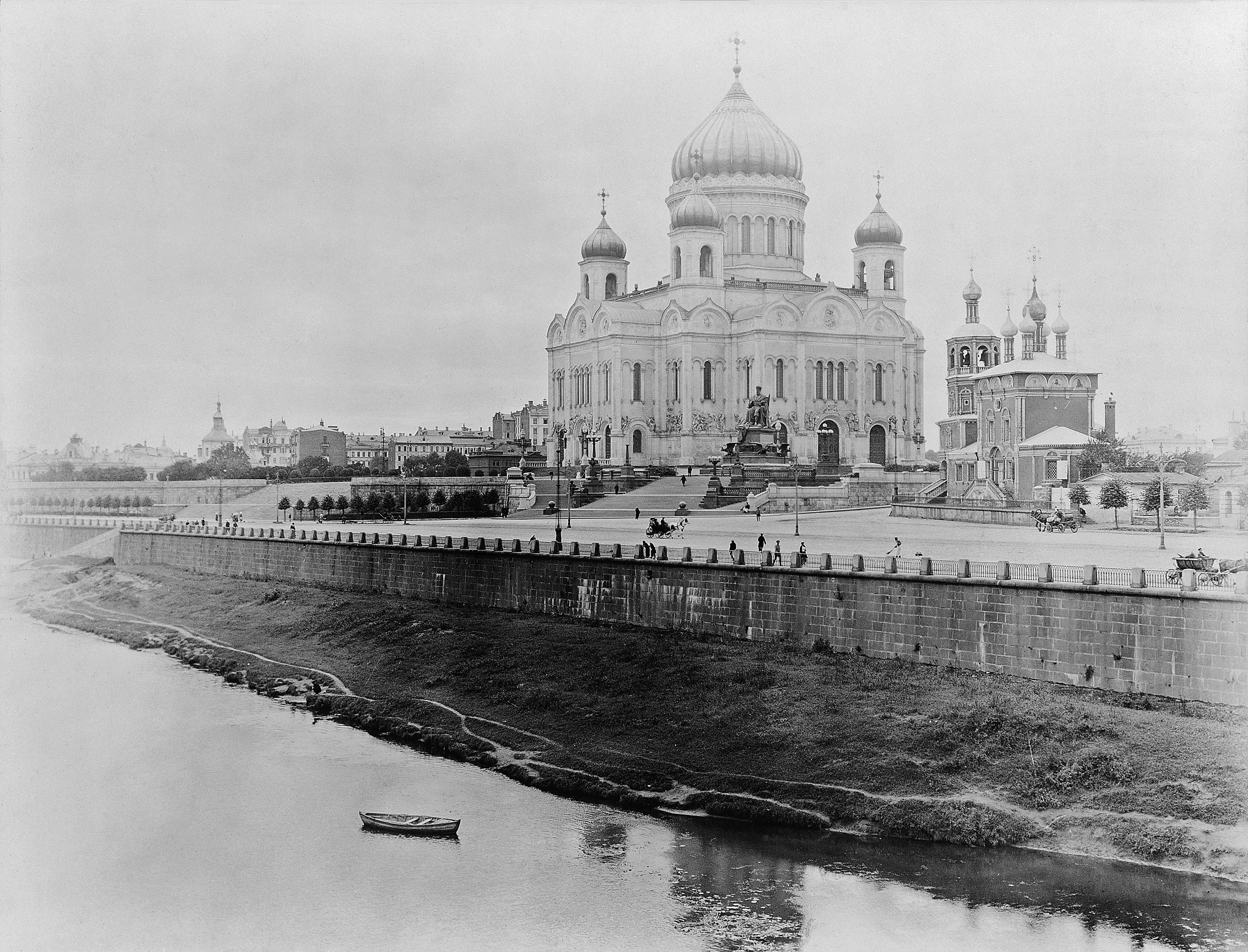
La catedral al comienzo del.

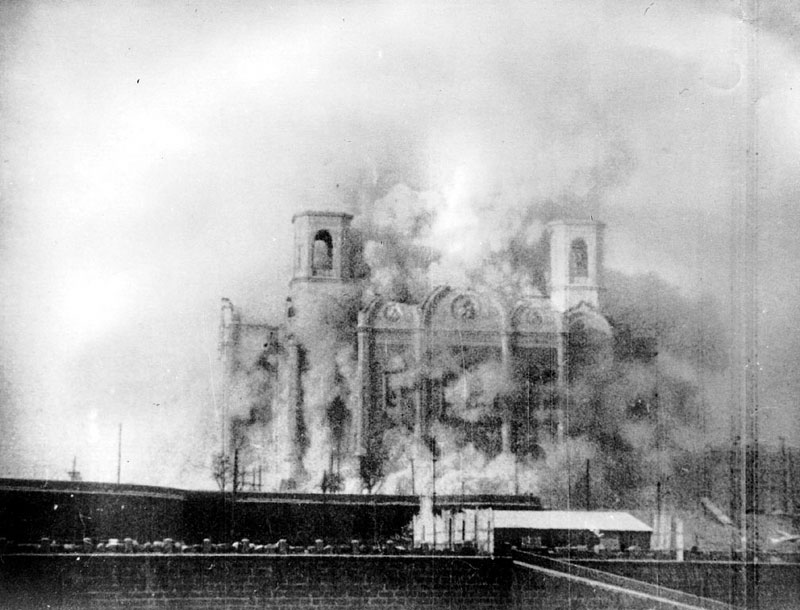
Demolición de la iglesia en 1931.

La historia del templo comienza con un manifiesto imperial publicado el 25 de diciembre de 1812, durante la invasión napoleónica de Rusia, una vez que resultó evidente que la derrota y la expulsión de las tropas francesas era inevitable. En este manifiesto, Alejandro I de Rusia decretaba que se construyera en Moscú un templo en el nombre de Cristo Salvador en honor de los que intervinieron y murieron en la guerra de 1812 "y expresar nuestra gratitud a la providencia divina por salvar a Rusia del desastre que se cernía sobre ella" y como monumento a la valentía y los sacrificios del pueblo ruso. La ceremonia de comienzo de las obras se celebró en un lugar de Colina de los Gorriones —en aquellos días a las afueras de Moscú— el 12 de octubre de 1817, fecha del quinto aniversario de la salida de las fuerzas francesas de Moscú. Sin embargo, la construcción no comenzaría hasta 1825 y se paró a la vista de las malas condiciones que presentaba el suelo, en el que hay numerosos ríos subterráneos.
Alejandro I fue sucedido por Nicolás I, profundamente patriótico y ferviente ortodoxo, a quien desagradaban el neoclasicismo y la simbología masónica del proyecto. Le encargó a su arquitecto favorito, Konstantín Thon, que crease un nuevo diseño a partir de la iglesia de Santa Sofía de Constantinopla. El diseño neobizantino de Thon fue aprobado en 1832 y el zar señaló un nuevo emplazamiento, más cerca del Kremlin, en 1837. La primera piedra fue colocada en 1839. Tras años de construcción, el templo fue consagrado el 26 de mayo de 1883, día de la coronación del zar Alejandro III.

### Demolición: Palacio de los Sóviets y piscina de Moscú
La Catedral de Cristo Salvador estuvo abierta al culto hasta que, tras la revolución bolchevique, el gobierno de la Unión Soviética eligió el emplazamiento para levantar el monumento supremo del estado socialista, el Palacio de los Sóviets. La destrucción del templo el 5 de diciembre de 1931, por orden de Iósif Stalin, fue uno de los muchos actos del nuevo Estado Soviético, destinado a borrar la herencia cultural del pasado imperial. Enseguida después de que se retirasen las ruinas comenzaron las tareas de preparación para erigir el edificio, en particular un foso para los cimientos.
Desde 1939 hasta 1941, se instalaron los cimientos de la parte principal del Palacio de los Soviets. Sin embargo, el proyecto del palacio nunca llegó a materializarse por problemas económicos, por las inundaciones causadas por el río Moscova y por el estallido de la guerra contra la Alemania Nazi.
Después de la guerra, la construcción del Palacio de los Sóviets quedó prácticamente paralizada. Fue la época en que se erigieron los “Rascacielos de Stalin”, que tomaron prestadas algunas ideas del proyecto del Palacio de los Sóviets.
El Gobierno de la Unión Soviética no renunció formalmente al proyecto del Palacio de los Sóviets hasta 1961. El foso de los cimientos sirvió para la construcción de la piscina de Moscú al aire libre, mientras que la estación de metro Dvoréts Sovétov (Palacio de los Sóviets), abierta en 1935, pasó a llamarse Kropótkinskaya.
Además del templo, se destruyeron en la zona de Moscú 2200 monumentos arquitectónicos.

### Reconstrucción
En 1988 se creó una organización pública para activar la reconstrucción del templo. Los organizadores de este proyecto eran miembros prominentes de la Iglesia Ortodoxa Rusa, científicos, escritores, artistas y creyentes. Esta iniciativa contó con el apoyo del primer Presidente de Rusia, Borís Yeltsin, y del alcalde de Moscú, Yuri Luzhkov. A partir de una resolución del Gobierno de la Ciudad de Moscú, comenzó la reconstrucción del templo en 1994.
Bajo la dirección del arquitecto ruso Mijaíl Posojin, del instituto de arquitectura de Moscú "Mosprojekt-2", comenzaron las construcciones. Su equipo llevó a cabo una compleja tarea: basándose en lo que quedaba del proyecto original de Thon, bocetos, medidas y fotografías, fue tomando cuerpo el esquema de este monumento único, un monumento cuyas dimensiones, fachada y decoración interior deberían ser exactamente las mismas que tenía antes de su destrucción.
La altura del templo desde el punto más alto del techo hasta su base es 105 metros, la longitud y anchura mayor es de 91 metros, la cúpula principal tiene 30 metros de diámetro, la altura desde la base de la cúpula hasta lo alto de su cruz es de 38 metros. Los constructores del nuevo templo tenían la ventaja de contar con la tecnología más avanzada de finales del siglo XX. Métodos modernos, materiales de construcción y equipamiento permitieron un progreso rápido de las obras.

## Características

### Piedra blanca y mármol
De acuerdo con las tradiciones moscovitas, los muros externos del viejo templo habían sido revestidos con piedra blanca: caliza de la localidad de Protopópov, en el distrito Kolómenski de la óblast de Moscú. Como esta cantera ya estaba cerrada, se decidió usar mármol blanco de los montes Sayanes y de los Urales para el templo.
Las zonas rectas de la fachada se revistieron con baldosas de mármol de los montes Sayanes, mientras que el mármol de los Urales se empleó en los elementos arquitectónicos. En el campanario, sobre la entrada principal, se instalaron medallones circulares de mármol Sivik con imágenes de santos esculpidas.
El mármol empleado para el revestimiento fue de unos 22 000 metros cuadrados.
La base del edificio (un área de 1200 m2) se revistió hasta una altura de 2,25 m de granito rojo pulido de grano fino Syuskyunsaari. Para el parapeto, las balaustradas, los estanques y el suelo de la zona que rodea el templo se emplearon granitos grises y rojos de varias canteras de Rusia y Ucrania, abujardados y flameados. Alrededor de 14 000 m2 de piedra se emplearon en el revestimiento de las caras verticales y 23 000 m2 en el pavimento.

### La decoración

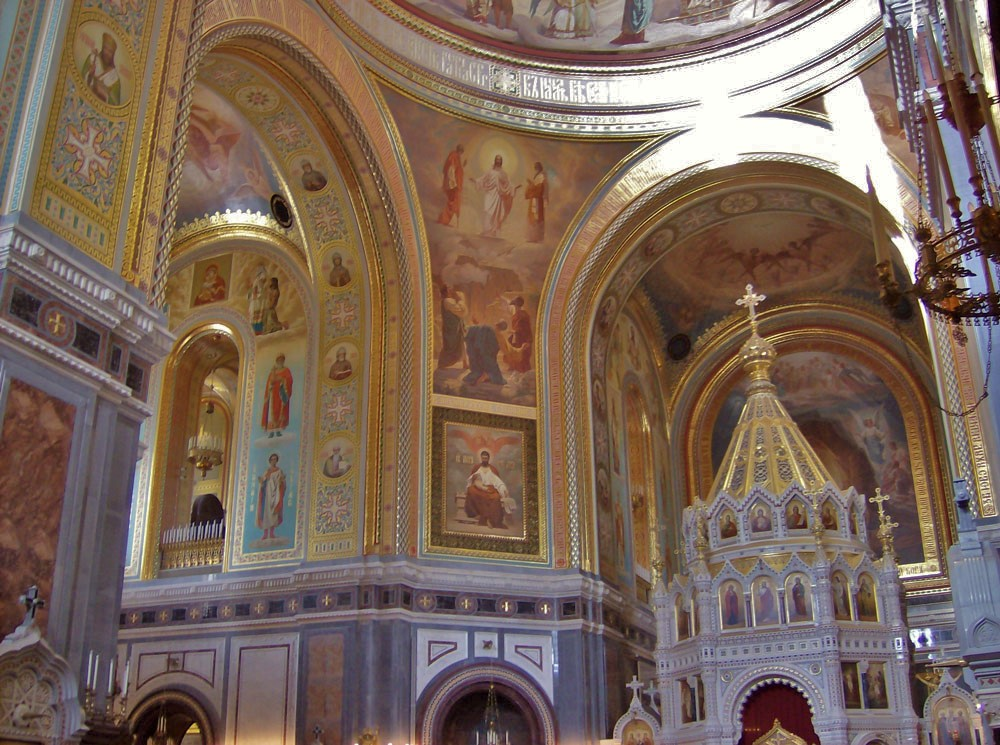
Interior del templo.

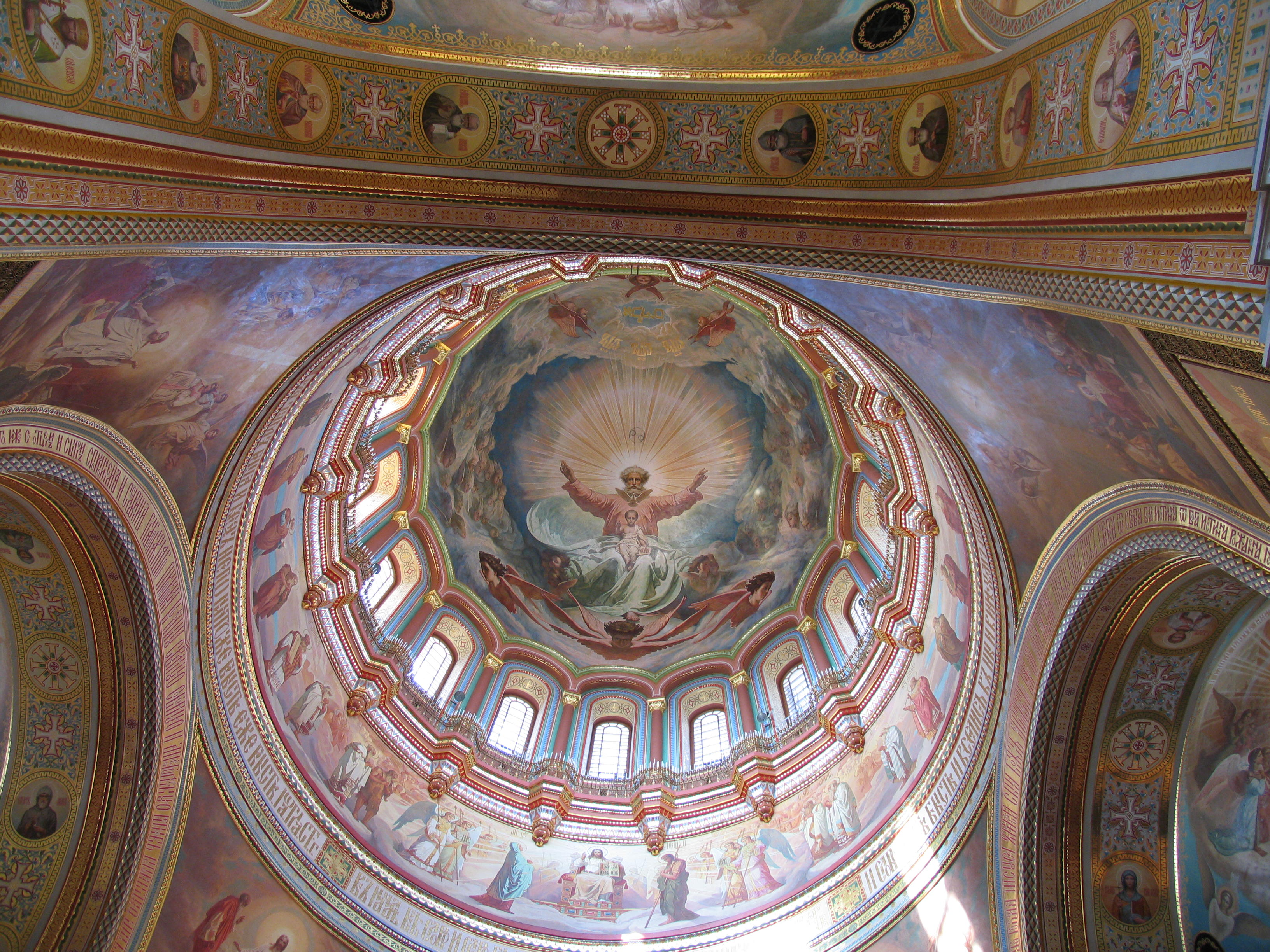
Interior de la cúpula con un fresco.

El revestimiento de los muros internos del templo superior se realizó en la totalidad del perímetro y hasta una altura de 11,5 metros, e incluye siete zonas de varias alturas una sobre la otra. Cada zona tiene una diferente composición artística y combinación de piezas de piedra de todos los colores y tonos posibles. Se han empleado los siguientes tipos de piedra: labradorita con reflejos violeta, una cuarcita de color rojo oscuro, y varios mármoles importados, entre los que se encuentran Azul Bardiglio, Amarillo de Siena, Portoro, que es negro con vetas amarillas, Blanco Carrara, Porto-Santa rojo, Verde Aligere, Negro Bélgica y Rojo Francia.
Las entradas al templo y a las galerías internas están divididas en tres portales grandes y ocho portales pequeños. En las esquinas de la parte central hay cuatro miradores y en la zona Este del templo, detrás de los iconos está el “Portal hacia el Cielo”.
La altura de los portales grandes es 9,16 m y su anchura es 7,2, mientras los pequeños miden 7,8 × 5,7 m. La altura del portal hacia el cielo es 7,5 m y su anchura es 6,4. Todos los portales se han hecho con arenisca cuarcítica. En la zona Este del templo, expertos artesanos y escultores de la empresa MKK Decor, asociada al Holding, recrearon cuidadosamente un icono de composición única en forma de capilla octogonal.
El icono se hizo completamente con mármol blanco Sivik. Sus dimensiones son sorprendentes: la altura de sus cuatro filas de cúpulas doradas es de 26 m, el perímetro de la base del octógono es 40 m, el área de la superficie de mármol es 700 m2, está formado por alrededor de 1500 partes de mármol cuyo peso va de 60 a 3000 kg por pieza, y el peso total es de 425 t.
En algunas partes hay delicados trabajos de esculpido y de marquetería, en los que se ha empleado los mármoles Rojo Francia, Amarillo de Siena, Bardiglio, Porto-Santa, Negro Bélgica y Porto-Venere. El área total de estos trabajos, contando la superficie del reverso es de más de 100 m2.
Las columnas de los arcos de la Puerta del Zar, los arcos pequeños de la primera fila y los de la segunda son de mármol Porto-Venere. Las columnas de la tercera fila son de Rojo Francia, y las de la cuarta son de mármol Sivik, con incrustaciones de Bordiglio y Rojo Francia. Las incrustaciones en las alas de las ventanas de la primera fila al norte y al sur son de mármol Porto-Venere, y las realizadas en la decoración interior del icono son de Rojo Francia.
Todos los componentes del icono ha sido pulidos hasta conseguir un acabado brillante. Las escaleras que llevan del centro del templo al icono son de arenisca cuarcítica pulida.
El núcleo de la zona interna del templo está rodeado por una galería doble. La primera se usa como un recuerdo histórico de los acontecimientos de la guerra de 1812-1814. En los miradores del muro 59 de la galería inferior hay seis placas conmemorativas de 6 cm de espesor con un texto grabado. En las placas hay descripciones en estricto orden cronológico de batallas libradas en Rusia y fuera del país. El texto indica el tiempo y lugar del conflicto, el Comandante en Jefe, una lista de personal de servicio, los nombres de los muertos y heridos, los oficiales y los condecorados. Algunas de las placas reproducen los textos de manifiestos imperiales u órdenes militares. Las placas están hechas con mármol Blanco Carrara con incrustaciones de piezas pulidas de Negro Bélgica, Amarillo de Siena y Rojo Francia. La superficie de las placas supera los 100 m2 y tienen más de 200 000 letras y números grabados. Hay doce tipos de escritura rusa que datan de la segunda mitad del siglo XIX. La profundidad de las inscripciones es de 3 a 7 mm y el tamaño varía de 35 a 110 mm, dependiendo del tipo de escritura. El grabado de estos caracteres se hizo con máquinas de precisión y accesorios, herramientas y programas informáticos desarrollados por la constructora.
La segunda galería es la del coro de la iglesia. Los suelos son de baldosas de caliza y el zócalo está revestido con mármol Bardiglio. Los pilares del balcón también son de este material. Los peldaños de las escaleras internas del templo son de granito gris Mansúrov.
Los suelos del núcleo interno del templo superior y la primera fila de la galería circular están adornados con diseños de marquetería multicolor, son segmentos incrustados en forma de círculos, estrellas y triángulos en Rojo Francia, Negro Bélgica, Amarillo de Siena, Bardiglio y Portoro. El suelo tiene una superficie de unos 2700 m2.
El revestimiento interno del templo inferior incluye granito gris Mansúrov y marrón Kurtinsk, granito Rojo África, un mármol verde indio llamado Rajasthan Green y una caliza beige de Israel. Los muros están revestidos baldosas de granito Kurtinsk pulido. Las columnas y paredes de los pasillos son de caliza israelí.
Los suelos del templo inferior son de baldosas de granito Kurtinsk y Mansúrov pulidas. En el centro hay un mosaico circular hecho de piezas de diferentes formas de Rajasthan Green y Rojo África. La mayor parte de las baldosas y piezas especiales se cortaron empleando tecnología moderna, incluyendo máquinas de control numérico. Las formas más complejas (sobre todo las destinadas al icono) se realizaron primero empleando un programa específico para este trabajo y después se terminaron de manera manual por un maestro artesano. La colocación de las fachadas externas comenzó en 1996 y acabó en 1997. El revestimiento interno se empezó en febrero de 1998 y se completó en mayo de 1999.

## Efemérides
- El 14 de agosto de 2000, tuvo lugar en esta catedral la canonización del zar Nicolás II y su familia.
- El 25 de abril de 2007, se celebró en ella el funeral de Borís Yeltsin, siendo este el primer funeral de Estado con participación de la Iglesia Ortodoxa Rusa desde las exequias del zar Alejandro III en 1894.
- Entre el 19 y el 28 de noviembre de 2011,[4] fue venerado en la Catedral de Cristo Salvador de Moscú el milagroso Cinturón de la Virgen María (una de las reliquias más importantes del mundo ortodoxo) que según la tradición habría sido tejido por la propia madre de Jesús. El cinturón había sido trasladado desde el monasterio de Vatopediou en el Monte Athos hasta Rusia, realizándose una peregrinación por diferentes ciudades del país hasta llegar hasta esta Catedral de Cristo Salvador de Moscú, en donde fue venerado por más de un millón[5] de personas venidas de toda Rusia e incluso de países vecinos.
- En julio de 2013 en la catedral moscovita se veneró la cruz original en la que fue crucificado el Apóstol San Andrés la cual llegó a Rusia expresamente desde la Catedral de San Andrés Apóstol de la ciudad de Patras (Grecia).[6]
- Entre el 6 y 13 de enero de 2014, el relicario con los regalos (oro, incienso y mirra) de los Reyes Magos del monasterio de San Pablo del Monte Athos estuvo custodiado y venerado en la catedral moscovita. Posteriormente viajó a San Petersburgo, Minsk y Kiev.[7]
- En mayo de 2017 se veneró en la Catedral de Cristo Salvador de Moscú las reliquias de San Nicolás de Bari (patrón de Rusia) procedentes de la ciudad de Bari en Italia.[8]

|                                              |  |  |
| Adorno de Escultura de la catedral original. |  |  |

## Galerías

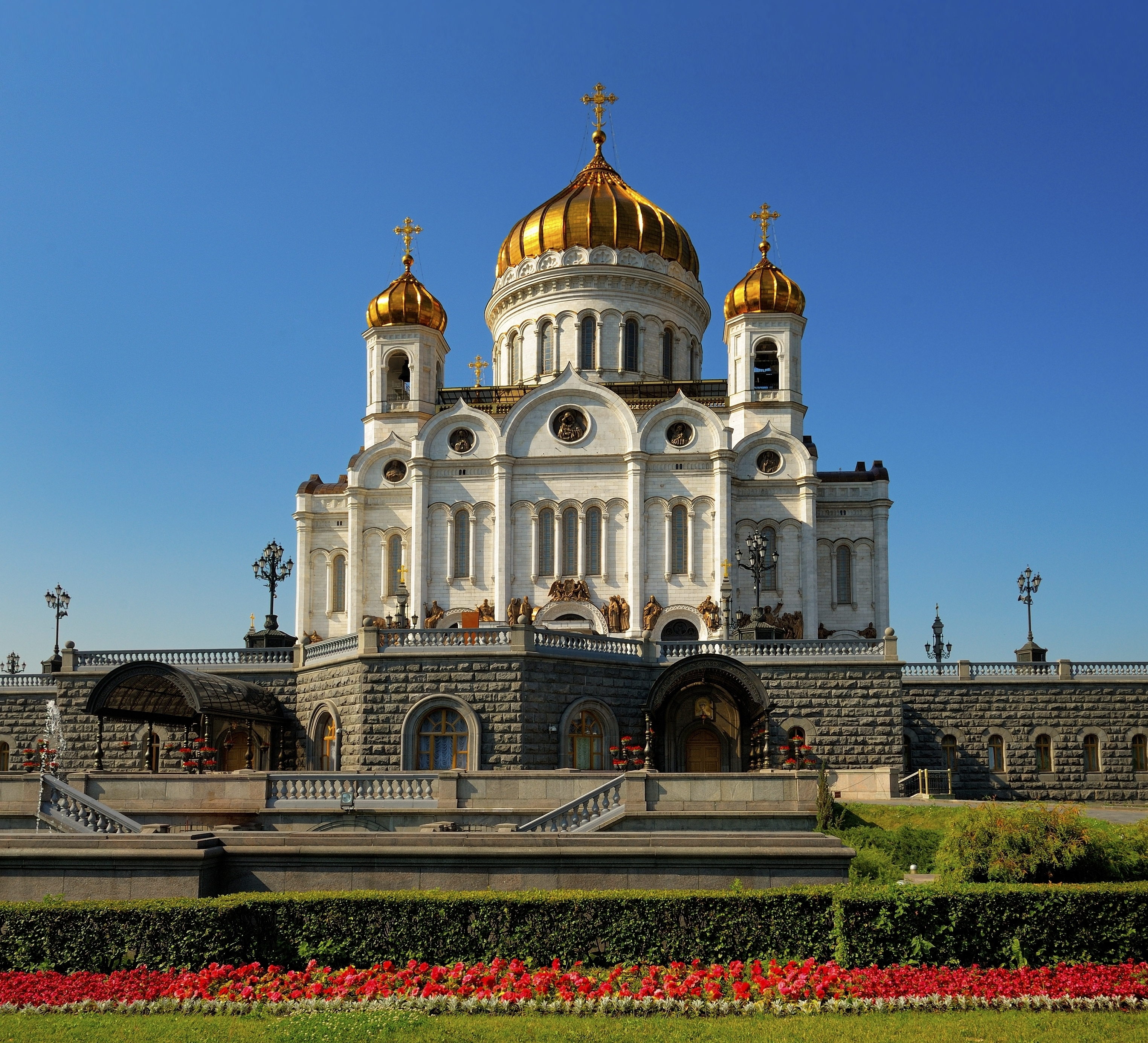
El césped verde de la Catedral.
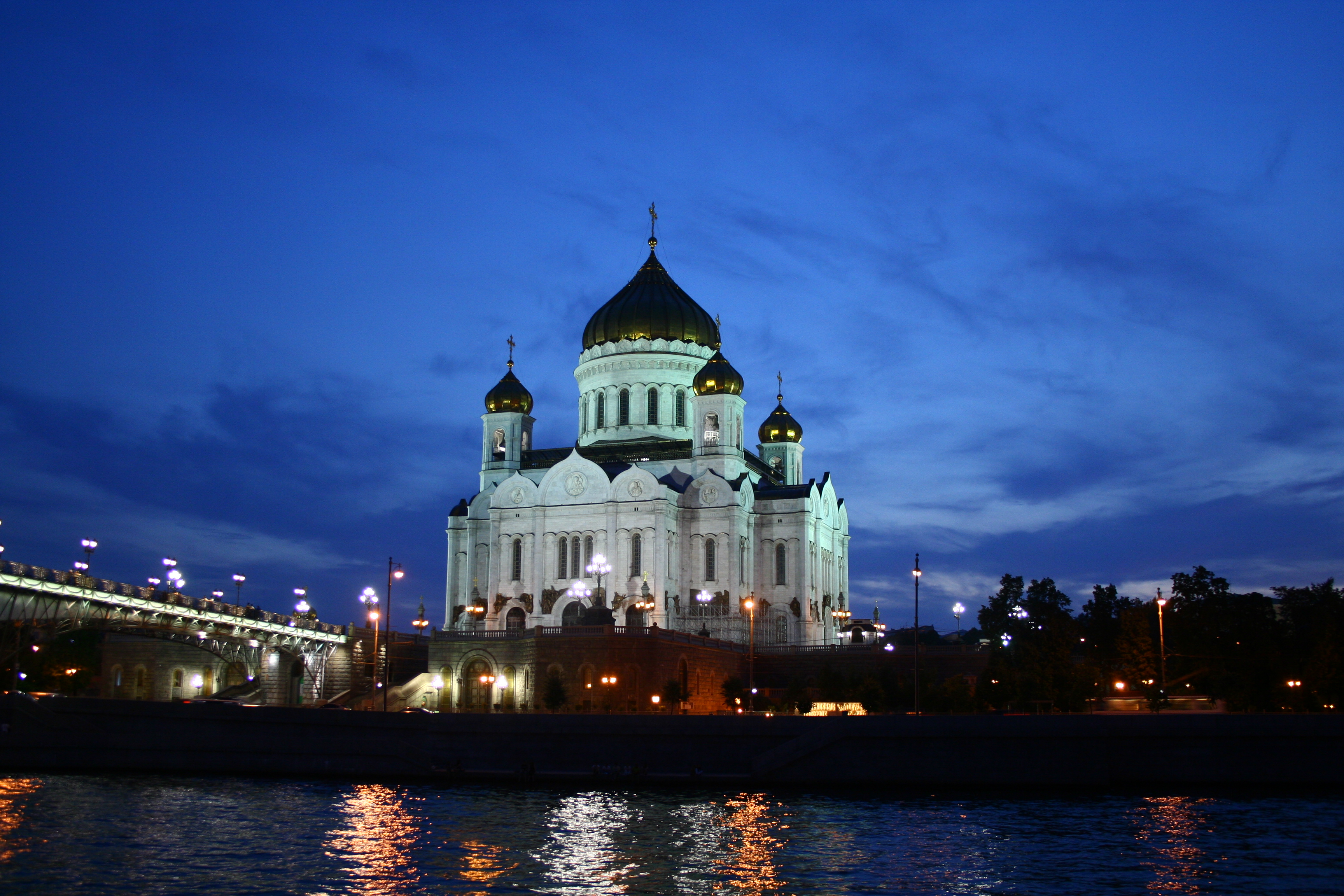
La Catedral en la noche.
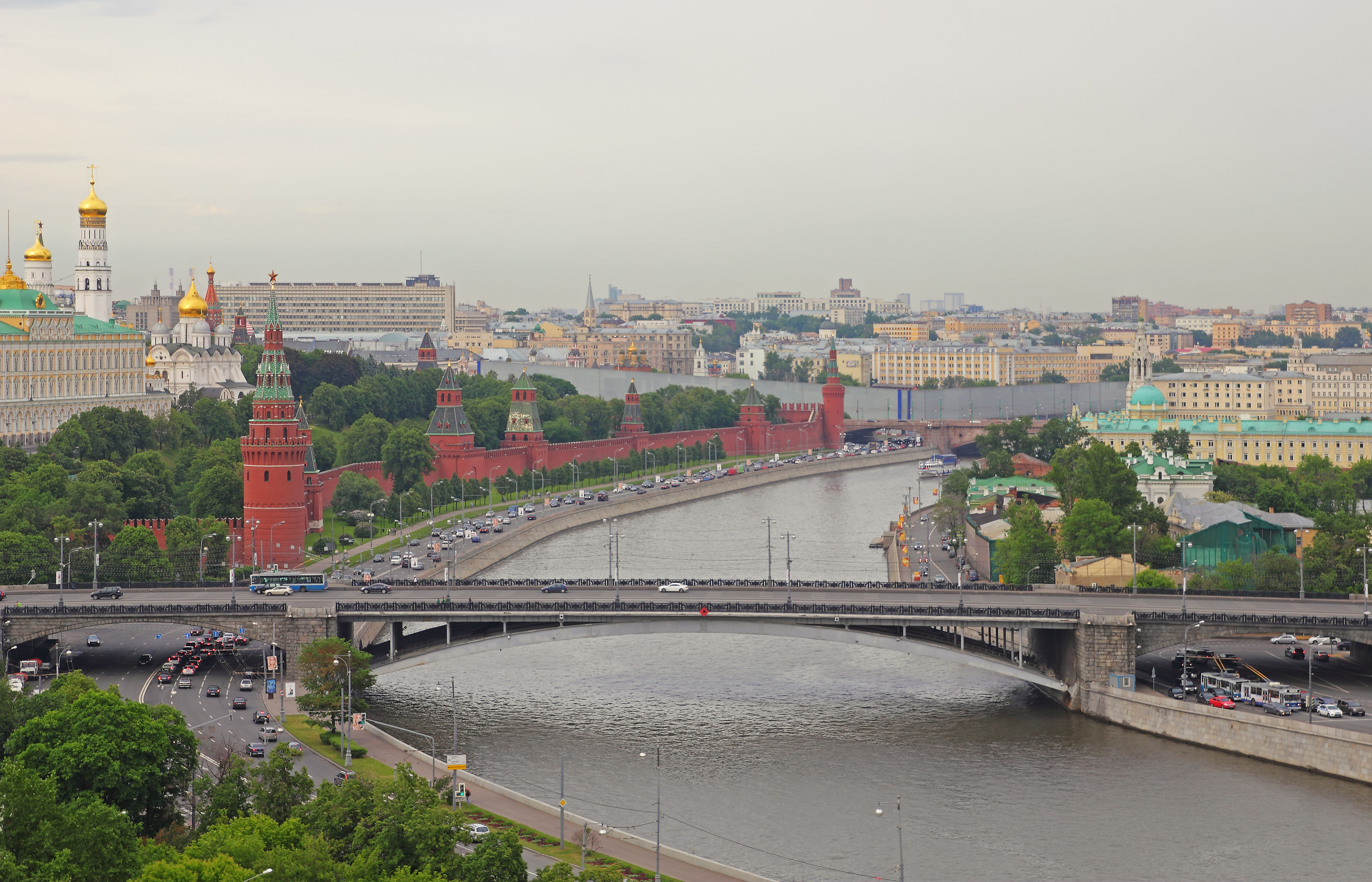
Vista desde la Catedral de Moscú y el Kremlin.
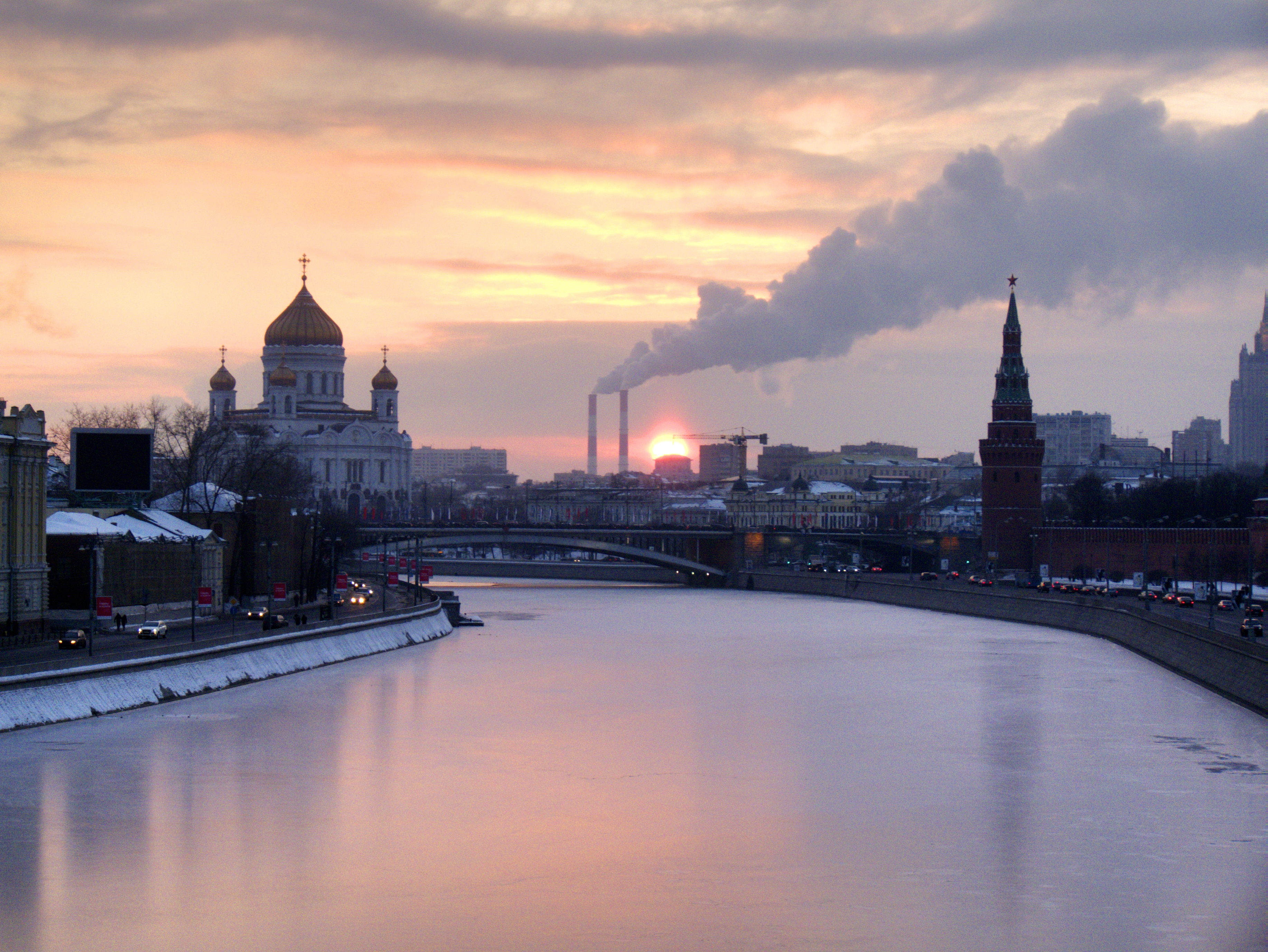
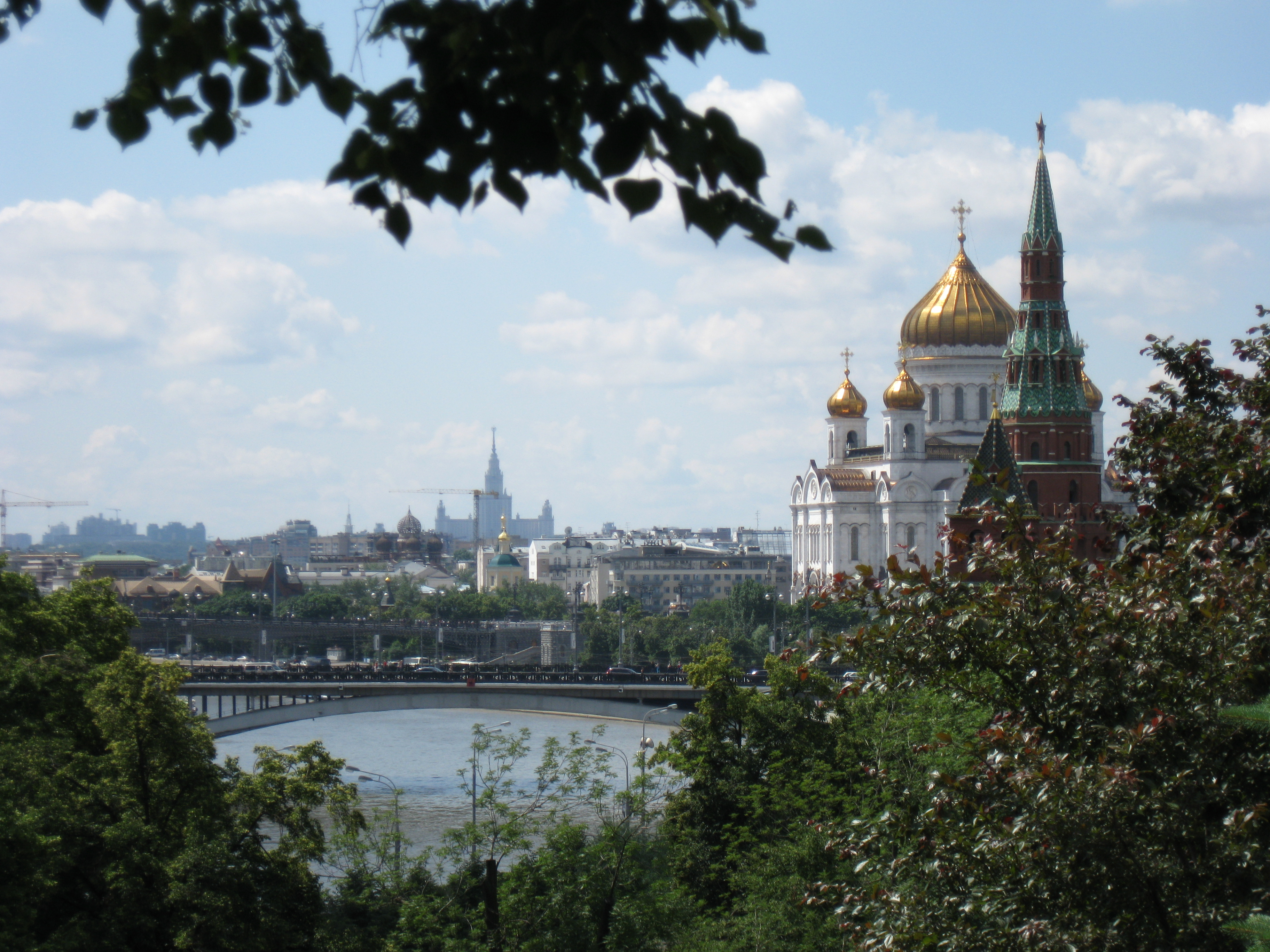
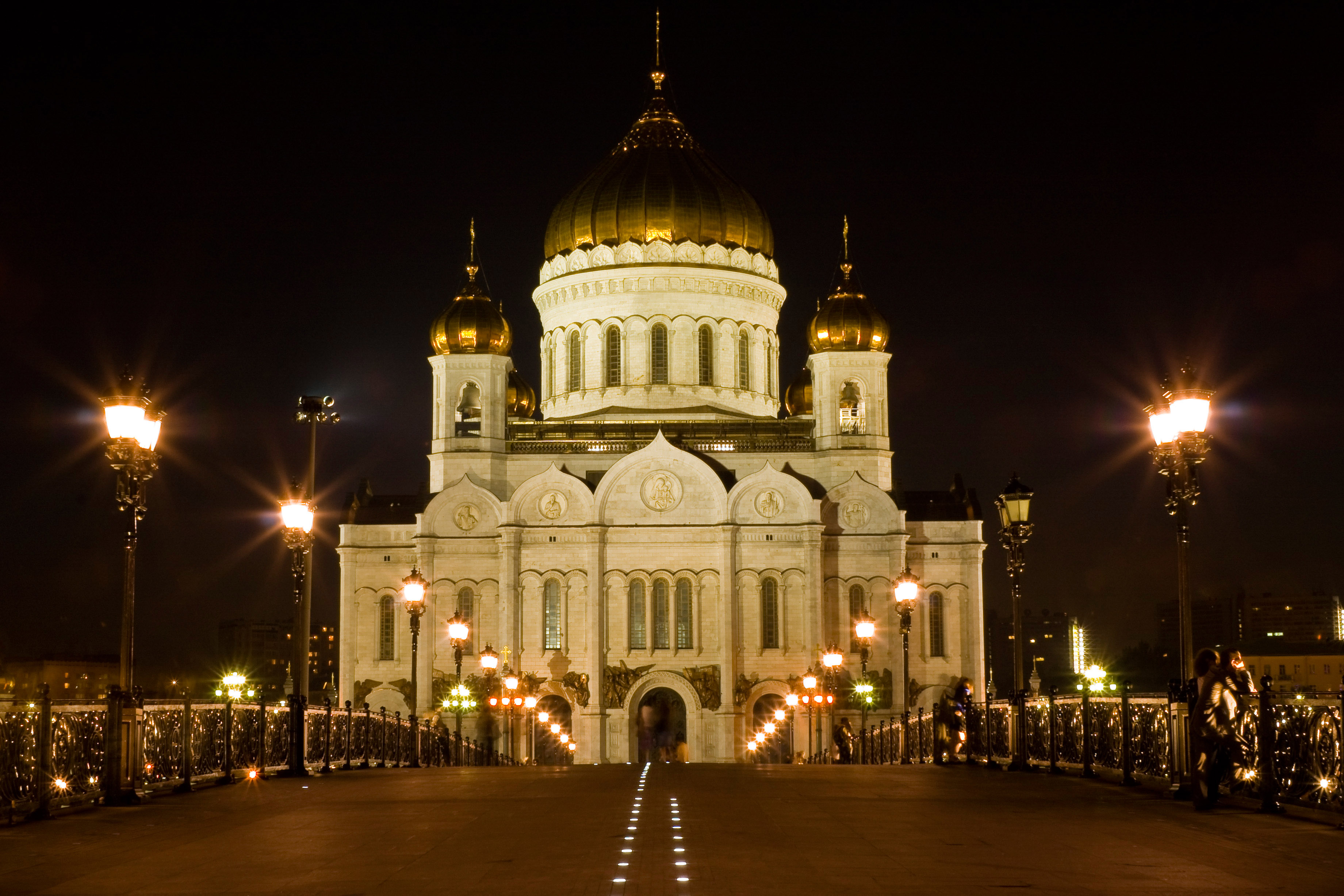
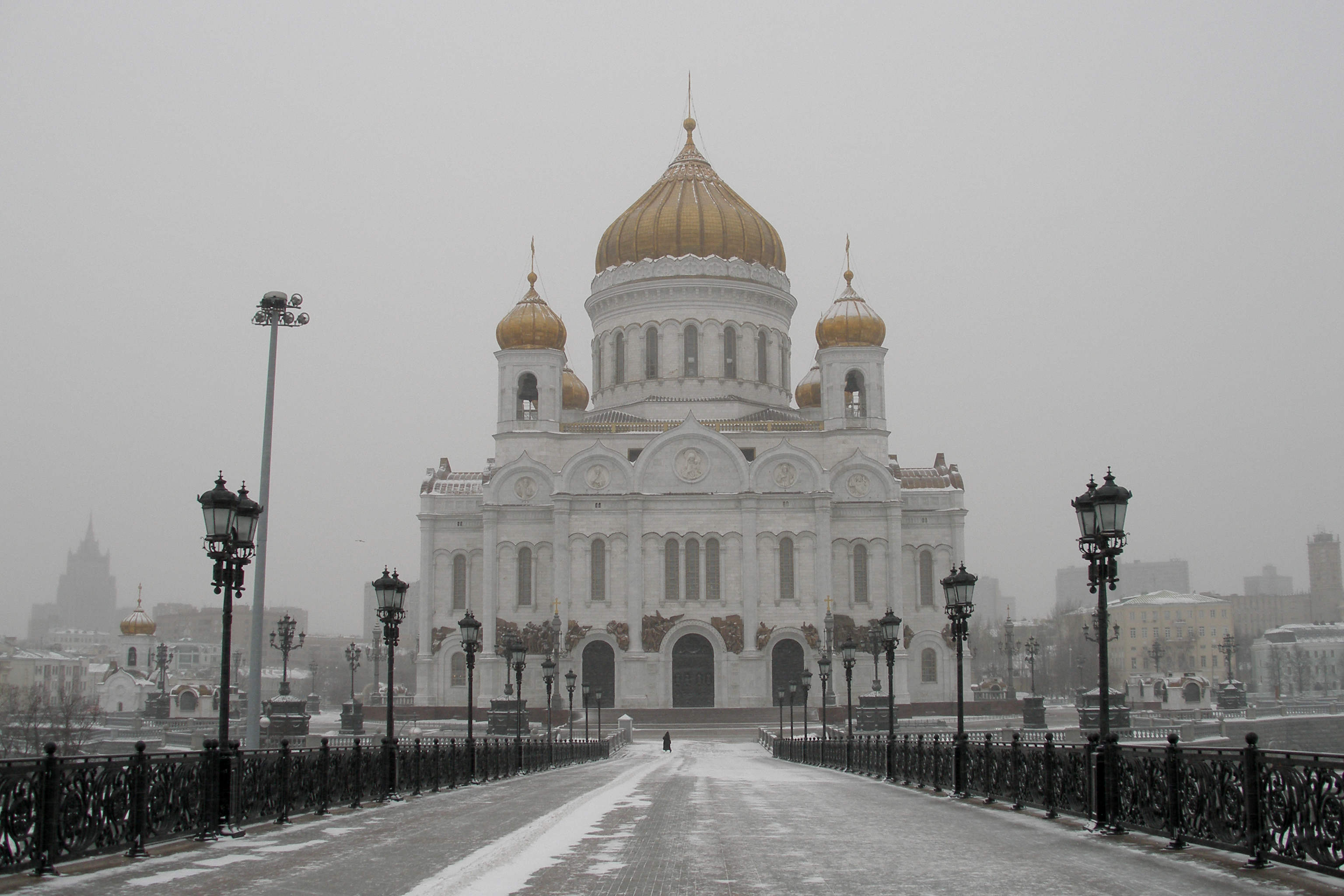
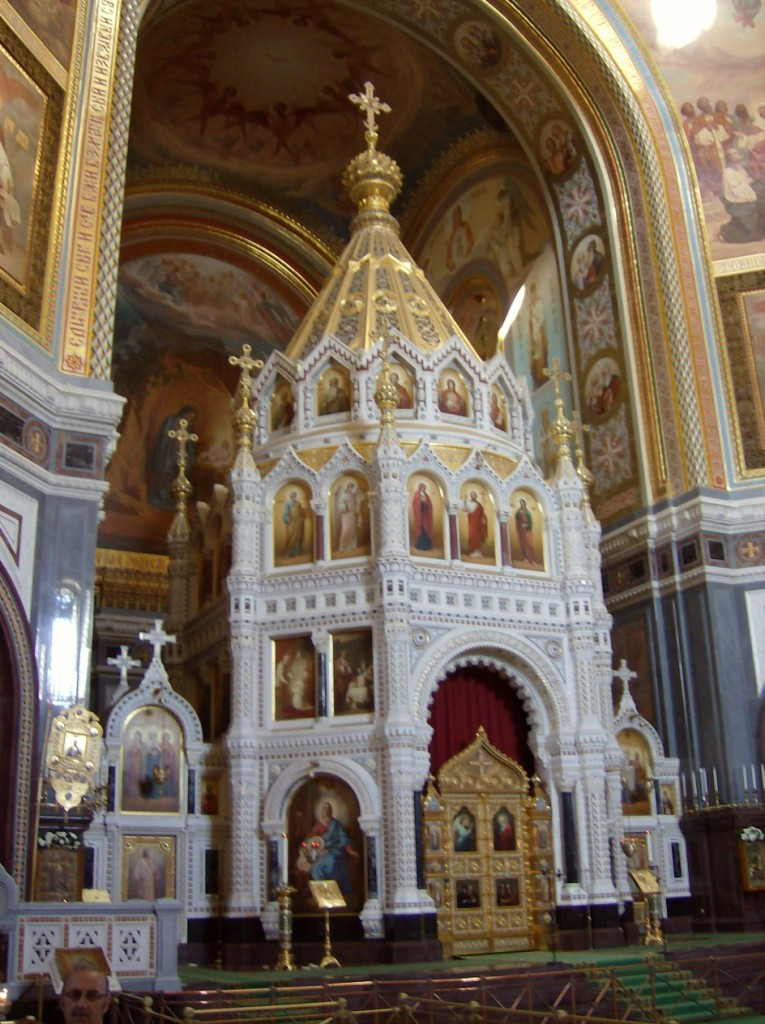
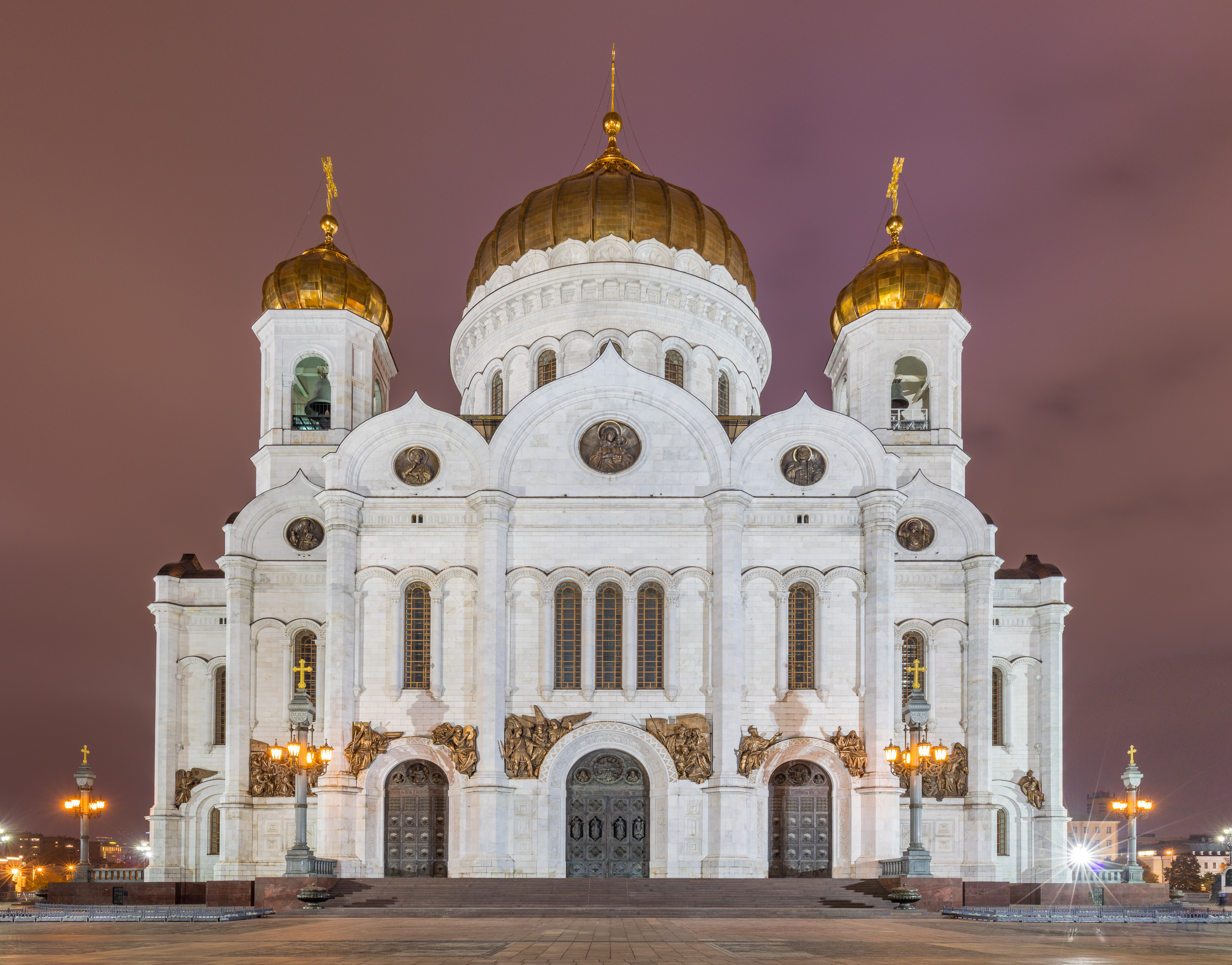
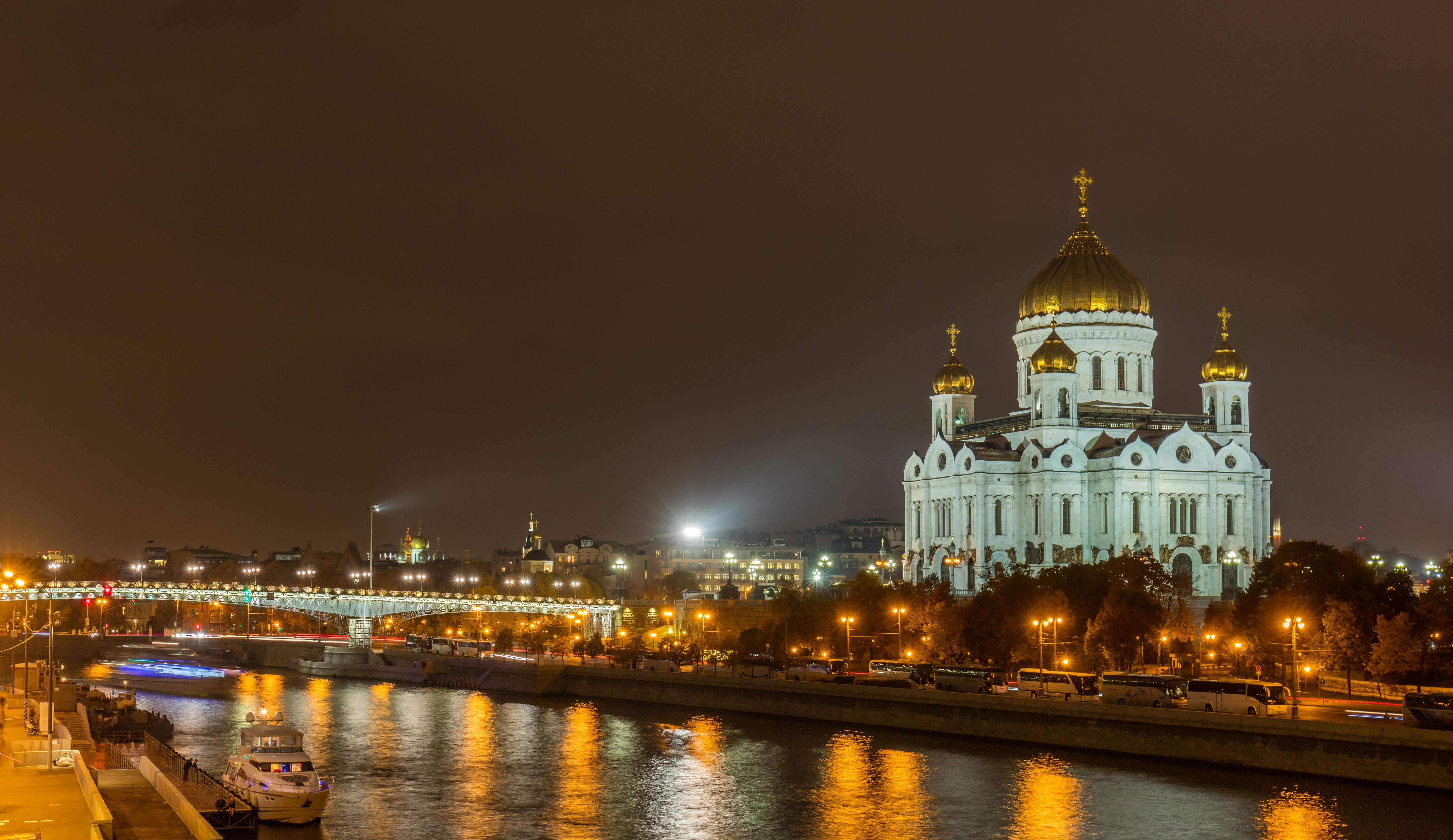

- Video de la catedral y sus alrededores.